# Tambura (musikinstrument)

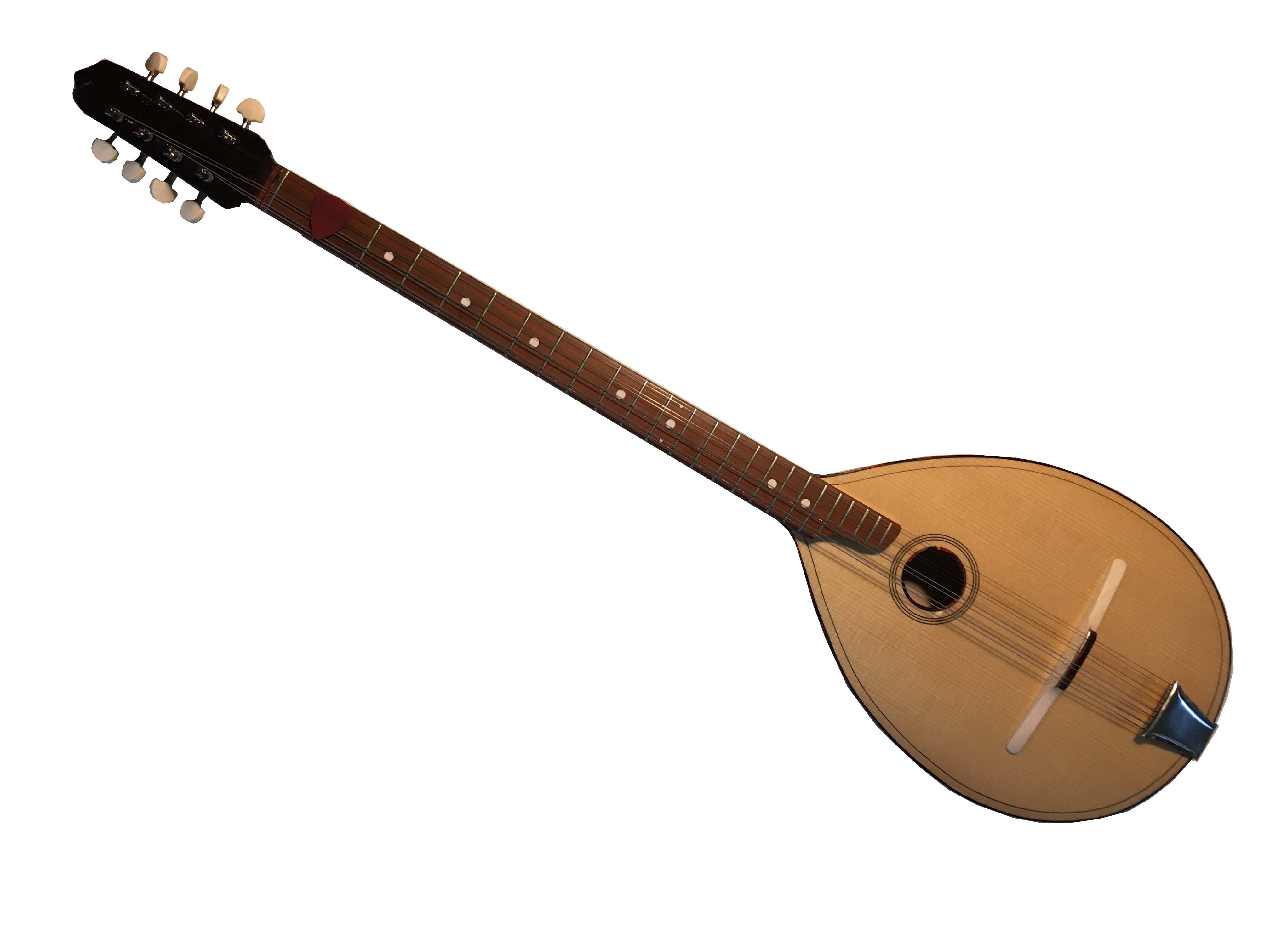
Bulgarian Tambura - 4x2 strängar

Tambura är ett musikinstrument använt i huvudsakligen inom folkmusiken från balkanområdet. Instrumenten har lång greppbräda och för det mesta dubblerade strängar (4x2, 3x2 eller 2x2) och spelas med plektron.